# Naturocentrismo
En ética ambiental,  se conoce como naturocentrismo a la consideración moral de aquellas entidades cuya existencia se ha dado por causas naturales. Estas posiciones sostienen que son moralmente considerables debido a la manera en la que han llegado a ser lo que son. Estas perspectivas dan un valor especial a la conservación intacta de los parajes salvajes, por encontrarse en estado salvaje, es decir, por no haber sido causados por los seres humanos. Según una posición de este tipo, la restauración de ecosistemas previamente destruidos no restituiría ningún valor, ya que tales ecosistemas habrían perdido ya su valor y serían restaurados por el ser humano.

## Críticas al naturocentrismo
Como a otros puntos de vista de la ética ambiental por ejemplo, el caso del biocentrismo, se pueden hacer numerosas críticas y objeciones al naturocentrismo:
- Problemas de definición: La frontera entre lo natural y artificial no es nítida, sino borrosa. Acciones que realizan los seres humanos en ciertas partes del mundo pueden causar cambios en otros sitios. Es decir, no existen, por tanto, parajes naturales en sentido puro.

- Natural no implica positivo: Existen cosas naturales claramente negativas como el dolor, el frío excesivo y las enfermedades. También existen cosas beneficiosas que no son naturales como las medicinas o los libros. Podría indicarse que el valor positivo o negativo de estas es meramente instrumental mientras que el naturocentrismo habla de un valor en sí mismo de las entidades de origen natural.

- Rechazo de la idea de que el origen natural implique el valor: La objeción fundamental consistiría en cuestionar que la propia idea de que el origen natural dotaría a ese algo de valor.